# Le Frisur
Le Frisur [Le (francés, masculino) peinado (alemán, femenino)] es el décimo cuarto álbum de Die Ärzte. El concepto principal del álbum es el cabello. Primero fue planeado para ser un EP, pero Die Ärzte escribieron más canciones, y decidieron hacerlo un álbum completo.

## Canciones
1. "Erklärung" [Declaración] (Felsenheimer, González, Urlaub/Felsenheimer)- 0:55
2. "Mein Baby war beim Frisör" [Mi bebé fue con el barbero] (Urlaub) - 2:16
3. "Vokuhila Superstar" [Superestrella chocopanda] (Felsenheimer) - 4:59
4. "3-Tage-Bart" [Barba de 3 días] (Felsenheimer, Urlaub/Urlaub) - 3:03
5. "No future (Ohne neue Haarfrisur)" [No hay futuro (sin un nuevo barbero)] (Urlaub) - 2:07
6. "Look, Don't Touch" [Mira, no toques] (Felsenheimer) - 2:15
7. "Straight outta Bückeburg" (Urlaub) - 4:28
8. "Medusa-Man (Serienmörder Ralf)" [Hombre-medusa (asesino serial Ralf)] (Felsenheimer, Ludwig/Felsenheimer) - 5:56
9. "Haar" [Cabello] (McDermot, Ragni, Rado/dt. Text Brandin) - 4:07
10. "Dauerwelle vs. Minipli" [Permanente (cabello) vs. Minipli] (Felsenheimer, Gonzalez, Urlaub) - 0:53
11. "Der Afro von Paul Breitner" [El afro de Paul Breitner] (Felsenheimer, Gonzalez, Urlaub) - 1:59
12. "Motherfucker 666" (Urlaub) - 3:00
13. "Monika" (Urlaub) - 0:44
14. "Hair Today, Gone Tomorrow" [Cabello hoy, se ha ido mañana] (Felsenheimer) - 2:54
15. "Am Ende meines Körpers" [Al final de mi cuerpo] (Urlaub) - 2:46
16. "Kaperfahrt" [Alcaparro viaje] (Traditional) - 2:20
17. "Zusammenfassung" - 0:04

## Sencillos
1996: 3-Tage-Bart

1996: Mein Baby war beim Frisör
- Datos: Q47947